# Henriette d'Entragues
Catherine Henriette de Balzac d'Entragues, communément appelée Henriette d'Entragues, marquise de Verneuil, née en 1579 et morte le 9 février 1633, est une maîtresse du roi de France Henri IV (tout comme sa sœur puînée Marie-Charlotte).

## Biographie
Catherine Henriette de Balzac d'Entragues est la fille de François de Balzac d'Entragues, gouverneur d'Orléans, et de Marie Touchet.  
Elle est la nièce de Charles de Balsac d’Entragues, baron de Dunes et comte de Graville (près de Fontainebleau), dit « le bel Entragues » ou « Entraguet » ou « le jeune », pour le distinguer de son frère ainé prénommé également Charles. 
Quand elle a vingt ans, en 1599, Henri IV fait sa connaissance le 8 mai 1599, quelques semaines après la mort tragique de sa favorite Gabrielle d'Estrées, duchesse de Beaufort. La rencontre a été préparée par les favoris du roi pour le tirer de son chagrin : ils l'ont entraîné à la chasse aux environs du Château de Malesherbes où vit Henriette.  
Les parents d'Henriette négocient pour que le roi, très amoureux de leur fille, lui verse 100 000 écus contre sa vertu, négociation qui soulève les protestations de son ministre Sully. N'obtenant toujours pas la vertu de la jeune femme, il va jusqu'à lui promettre le mariage dans une lettre (extraits dans la section ci-dessous).  
Le roi montre cette promesse de mariage à Sully qui la déchire, déjà outré d'avoir dû prélever la « rançon de l'amour » dans les caisses déjà vides du royaume. Le roi en rédige une nouvelle le 1er octobre 1599 à condition qu'Henriette accouche dans l’année d’un enfant mâle.
Rédigée et signée de la main même d'Henri IV, après une promenade coquine dans la vallée des sept moulins proche du château des parents, cette seconde promesse de mariage faite à Henriette d'Entragues est ainsi libellée : « Nous, Henri Quatrième, par la grâce de Dieu, roi de France et de Navarre, promettons et jurons devant Dieu, en foi et parole de roi, à messire François de Balzac, sieur d’Entragues, chevalier de nos ordres, que nous donnant pour compagne demoiselle Catherine Henriette de Balzac, sa fille, au cas que dans six mois à commencer du premier jour du présent, elle devienne grosse et qu'elle accouche d'un fils, alors et à l'instant nous la prendrons à femme et légitime épouse, dont nous solenniserons le mariage publiquement et en face de notre Sainte Église, selon les solennités en tel cas requises et accoutumées (…). Aussitôt après que nous aurons obtenu de notre Saint Père le pape la dissolution du mariage entre nous et Madame Marguerite de France, avec permission de nous marier où bon nous semblera ».
Henriette, apprenant que les ambassadeurs négocient le mariage d'Henri IV avec Marie de Médicis, voit sa colère calmée par le roi qui lui offre le marquisat de Verneuil. À la mi-octobre, Henriette est enceinte mais, par une nuit d'orage, la foudre s'abat sur sa chambre dans le château de Fontainebleau, ce qui la fait accoucher prématurément : l'enfant mort-né rend la promesse de mariage caduque. 
Le Vert-Galant épouse finalement Marie de Médicis en octobre 1600. Le roi lui fait cependant deux enfants, nés en 1601 et en 1603. 
Henriette, qui est restée sa maîtresse, développe envers le roi une attitude arrogante qui éteint sa passion. En 1604, elle participe avec son demi-frère, Charles de Valois, comte d'Auvergne et fils bâtard de Charles IX à un complot pour faire reconnaître son fils, le petit Gaston-Henri, comme le dauphin au détriment du futur Louis XIII. Le complot découvert, le roi donne l'ordre d'arrêter François de Balzac d'Entragues ... et de récupérer la promesse compromettante.  C'est le Lieutenant criminel de robe-courte au Châtelet de Paris, Jean de Fontis qui, le 11 décembre 1604, est chargé de cette opération délicate; il la mène avec astuce et efficacité, rapportant au roi les précieux papiers où figuraient ces engagements imprudents. Henriette d’Entragues parvient à sauver sa vie « sur l'oreiller » disent les mauvaises langues, ainsi que celle de son frère et de son père, sa peine de prison étant commuée en assignation à résidence à l'abbaye Notre-Dame de Beaumont-lès-Tours. 
En 1607, le roi la fait revenir à la Cour avec ses enfants mais, de dépit, rompt sa relation avec elle en 1609, quelque temps avant son assassinat en mai 1610.

## Lettre d’Henri IV à Henriette de Balzac d'Entragues (août 1599)
Lettre de demande en mariage
Le cœur blessé, les yeux en larmes.
Ce cœur ne songe qu'à vos charmes ;
Vous êtes mon unique amour.
Jour et nuit, pour vous je soupire :
Si vous m'aimez à votre tour,
J'aurai tout ce que je désire.
Je vous offre sceptre et couronne ;
Mon sincère amour vous les donne.
A qui puis-je mieux les donner ?
Roi trop heureux sous votre empire,
Je croirai doublement régner,
Si j'obtiens ce que je désire.

## Le patronyme des Balsac
Un malentendu concerne la manière d'orthographier le patronyme de la famille de « Balsac » . Dans les différents documents qui ont été étudiés, ce patronyme est écrit tantôt avec un « S », tantôt avec un « Z », qui provient naturellement de la prononciation du phonème « S ».
Placé entre consonne et voyelle, celui-ci subit une dérive qui s'accentue avec le temps dont une preuve familière est fournie par la transformation de la prononciation des « isme » en « izme ».
Un recensement montre vingt auteurs orthographiant « Balzac », vingt et un « Balsac » et quatre passant du « S » au « Z » et réciproquement. On restera fidèle au « S » relevé sur tous les monuments, pierres tombales, manuscrits et signatures se reportant à cette famille. Tous les manuscrits de la collection Clairambault signés par les membres de cette famille, consultés à la Bibliothèque nationale de France, portent : « Balsac ». Steyert insiste même : « l’orthographe Balsac au lieu de Balzac, adoptée à tort aujourd’hui, est justifiée par les monuments et, entre autres, les sceaux de cette famille aux XVe et XVIe siècles ».

## Postérité
Henriette de Balzac d'Entragues a eu deux enfants avec Henri IV:
- Gaston-Henri, né en 1601, légitimé en 1603. Après être entré dans les ordres, il obtiendra le siège épiscopal de Metz[8]. Il sera nommé gouverneur du Languedoc et titré duc de Verneuil.
- Gabrielle-Angélique, née le 21 janvier 1603, légitimée peu après. De son mariage avec Bernard de Nogaret de La Valette d'Épernon naîtront en 1625 une fille, Anne-Louise Christine (morte en 1701), puis en 1627 un fils, Louis-Charles ( mort en 1658). Elle mourra peu après cette seconde naissance.